# Clormagaluminite
La clormagaluminite (simbolo IMA: Cma) è un minerale del supergruppo dell'idrotalcite e del gruppo della quintinite appartenente alla famiglia dei "nitrati e carbonati" con composizione chimica Mg4Al2(OH)12Cl2 • 3(H2O).

## Etimologia e storia
Il nome del minerale deriva da una crasi dei nomi dei suoi principali componenti: cloro, magnesio e alluminio.
Il suo campione tipo è conservato presso il museo mineralogico "A.E. Fersman" dell'Accademia delle Scienze di Mosca (Russia) con il numero di catalogo 82771.

## Classificazione
Nella nona edizione della sistematica dei minerali di Strunz la clormagaluminite è elencata nella classe "5. Carbonati (nitrati)" e nella sottoclasse "5.D Carbonati con anioni aggiuntivi, con H2O", che è ulteriormente suddivisa in base alla dimensione dei cationi coinvolti, in modo che il minerale possa essere trovato nella sezione "5.DA Con cationi di media dimensione", dove forma il sistema nº 5.DA.45 insieme a zaccagnaite, brugnatellite e piroaurite-2H.
Nell'edizione successiva, continuata dal database "mindat.org" e chiamata Classificazione Strunz-mindat, la clormagaluminite mantiene la sua classificazione, dove però è in compagnia anche dei minerali stichtite-2H, idrotalcite-2H e liudongshengite.
Nella Sistematica dei lapis (Lapis-Systematik) di Stefan Weiß la clormagaluminite è elencata nella classe degli "ossidi" e nella sottoclasse degli "idrossidi e idrati ossidici (ossidi contenenti acqua con struttura stratificata)" dove forma il sistema nº IV/F.05 insieme a meixnerite, woodallite, iowaite, droninoite e muskoxite.
La classificazione dei minerali secondo Dana, invece, classifica la clormagaluminite nella famiglia degli "alogenuri" e nella sottofamiglia degli "ossialogenuri e idrossialogenuri con la formula AmBn(O,OH)pXq" dove forma il sistema nº 10.06.10 di cui è l'unico membro.

## Abito cristallino
La clormagaluminite cristallizza nel sistema esagonalenel gruppo spaziale P63/mcm (gruppo nº 193) con i parametri di reticolo a = 5,268(3) Å e c = 15,297(8) Å, oltre a una unità di formula per cella unitaria.

## Origine e giacitura
La clormagaluminite si forma negli skarn di minerali di ferro ed è associata a magnetite.
Essendo una formazione minerale rara, la clormagaluminite è stata trovata in pochissimi siti: nella cava di "Poudrette" in Québec (Canada); a Třebenice (Repubblica Ceca); nel Nižneilimskij rajon e nel fiume Angara (che è anche la sua località tipo), entrambi nell'Oblast' di Irkutsk (Russia); a Uslar, nella Bassa Sassonia (Germania).